# Hispano-Suiza Type 21
Der Hispano-Suiza Type 21 ist ein Pkw-Modell. Alternative Bezeichnungen sind Hispano-Suiza 15 HP de Luxe und Hispano-Suiza 15–30 HP. Die Société Française Hispano-Suiza stellte die Fahrzeuge im französischen Levallois-Perret her.

## Beschreibung
Das Modell wurde nur 1913 hergestellt. Es war die Luxusvariante des Hispano-Suiza 15–20 HP. Ein äußerliches Unterscheidungsmerkmal war der Spitzkühler.
Der wassergekühlte Vierzylindermotor war vorn im Fahrgestell eingebaut. Er trieb über eine Kardanwelle die Hinterachse an. 80 mm Bohrung und 130 mm Hub ergaben 2614 cm³ Hubraum. Der Motor leistete 55 PS. Er war eine Neukonstruktion mit moderner Ventilsteuerung im Kopf, bei der jedoch der untere Teil des Triebwerks unverändert blieb. Das harmonierte nicht, der Motor machte Probleme.
Im Vereinigten Königreich wurde das Fahrzeug auch 15/30 HP genannt und war mit 15,9 RAC Horsepower eingestuft.
Drei verschiedene Fahrgestelle standen zur Wahl. Das kleinste mit 266 cm Radstand, 124 cm Spurweite und 750 kg Eigengewicht kostete 11.500 Franc in Frankreich. Das nächstgrößere hatte 300 cm Radstand und 140 cm Spurweite, wog 800 kg und kostete 12.000 Franc. Das längste war 25 cm länger, 60 kg schwerer und 250 Franc teurer. Aufbauten als Tourenwagen und Roadster sind bekannt.

## Produktionszahlen
Soweit bekannt, entstand nur ein Fahrzeug.